# Sciara tetraleuca
Sciara tetraleuca är en tvåvingeart som beskrevs av Edwards 1931. Sciara tetraleuca ingår i släktet Sciara och familjen sorgmyggor. Inga underarter finns listade i Catalogue of Life.